# Ivan Meštrović
Ivan Meštrović (Vrpolje, 15. kolovoza 1883. – South Bend, Indiana, SAD, 16. siječnja 1962.), bio je hrvatski kipar, arhitekt i književnik.
Bio je najistaknutiji kipar hrvatske moderne skulpture i svojedobno vodeća ličnost umjetničkoga života u Zagrebu. Školovao se u klesarskoj radionici Pavla Bilinića u Splitu i na Akademiji u Beču, gdje se formirao pod utjecajem secesije. Putovao je Europom i upoznavao djela antičkih i renesansnih majstora, osobito  Michelangela, te francuskih kipara Augustea Rodina, Antoinea Bourdellea i Aristidea Maillola. Bio je začetnik i ideolog nacionalno-romantične skupine Medulić (zagovarao je stvaranje umjetnosti nacionalnih obilježja nadahnute junačkim narodnim pjesmama). Za Prvoga svjetskoga rata živio je u emigraciji. Nakon rata vratio se u domovinu i tada je započelo dugo i plodno razdoblje njegove kiparske djelatnosti i pedagoškoga rada. Godine 1942. emigrirao u Italiju i zatim 1943. godine u Švicarsku, a 1947. godine u Sjedinjene Američke Države. Bio je profesor kiparstva na Sveučilištu u Syracusi i potom od 1955. godine u South Bendu.
Većina njegovih ranih djela, simbolične tematike, oblikovana je u duhu secesije (Timor Dei, 1905.; Izvor života, 1907.; Sjećanje, 1908.): neka pokazuju impresionističke nemirne površine, nastale pod utjecajem Rodinova naturalizma (Zdenac života iz 1905., postavljen ispred zgrade HNK u Zagrebu 1912.), a druga, oživljavajući nacionalni mit, postaju stilizirana monumentalna plastika (Kosovski ciklus, 1908. – 1910.). Pred Prvi svjetski rat napustio je patetičnu epsku stilizaciju izražavajući sve više emotivna stanja, o čemu svjedoče drveni reljefi biblijske tematike izrađeni u kombinaciji arhajskoga, gotičkoga, secesionističkog i ekspresionističkoga stila. U djelima iz 1920-ih i 1930-ih prevladava klasična sastavnica: u tom je razdoblju izveo velik broj javnih spomenika snažna plastičnog izraza, naglašena i čitljiva obrisa (Grgur Ninski i Marko Marulić u Splitu; Andrija Medulić, Andrija Kačić-Miošić i Josip Juraj Strossmayer u Zagrebu; Indijanci u Chicagu). Posebno mjesto u njegovu opusu zauzimaju portreti.
Djela snažne plastične vrijednosti ostvario je u graditeljsko-kiparskim spomenicima i projektima, uglavnom centralnoga tlocrta (mauzolej obitelji Račić u Cavtatu, mauzolej obitelji Meštrović u Otavicama, Dom hrvatskih likovnih umjetnika u Zagrebu, spomenik Neznanom junaku na Avali u Beogradu). Projektirao je također spomen-crkvu kralja Zvonimira u Biskupiji kraj Knina nadahnutu starohrvatskim crkvicama i reprezentativnu obiteljsku palaču, danas Galeriju Ivana Meštrovića, te obnovio stari Kaštelet ili Crikvine u Splitu.
Njegov izniman kiparski talent očituje se u lirskoj i dramskoj ekspresiji ljudskoga tijela, što ga svrstava među istaknute osobnosti svjetske umjetnosti prve polovice 20. stoljeća i nesumnjivo među najistaknutije hrvatske umjetnike čije je djelo u svoje doba doživjelo svjetska priznanja. Slikao je u ulju (Moja mati, 1911.), pisao eseje (Moji razgovori s Michelangelom, 1926.), memoare o javnome i političkom životu svojega doba (Uspomene na političke ljude i događaje, 1969.) i pripovijetke (Ludi Mile, 1970.).
Godine 1952. godine poklonio je hrvatskom narodu Galeriju i Kaštelet u Splitu, Atelijer Meštrović u Zagrebu i obiteljsku grobnicu, crkvicu Presvetog Otkupitelja u Otavicama u kojoj je po vlastitoj želji pokopan.
U Vrpolju je 1972. godine otvorena Spomen galerija "Ivan Meštrović" s četrdesetak njegovih djela.

## Životopis
Ivan Meštrović stjecajem okolnosti rođen je u Vrpolju, u Slavoniji, 1883. godine, ali je svoje djetinjstvo proveo u selu Otavice u Dalmaciji, odakle i potječe. Rođen je u seoskoj katoličkoj obitelji, a njegova religioznost oblikovala se pod utjecajem pučke religioznosti, Biblije i kasnog Tolstoja. Kao dijete, Meštrović je slušao epsku poeziju, narodne pjesme i povijesne balade, dok je čuvao ovce.
Sa šesnaest godina, majstor Pavao Bilinić, kamenorezac iz Splita, prepoznao je njegov dar i uzeo ga je za šegrta. Njegov umjetnički talent razvio se gledanjem znamenitih građevina Splita, uz pomoć pri školovanju Bilinićeve supruge, koja je bila profesor u srednjoj školi. Uskoro, pronašli su jednog bečkog vlasnika rudnika, koji je financirao Ivanovo preseljenje i školovanje u Beču. Morao je u najkraćem roku naučiti njemački jezik i prilagoditi se novoj sredini, ali je unatoč brojnim problemima završio studij.
Svoju prvu izložbu priredio je 1905. godine u Beču sa skupinom Secesija, uz primjetan utjecaj stila Art Nouveau. Njegov rad je ubrzo postao popularan i Meštrović počinje zarađivati dovoljno za sudjelovanje na međunarodnim izložbama, na koje je putovao sa svojom suprugom Ružom Klein.
Godine 1907. izradio je alegorijski Reljef na palači Poppović. To je prva Meštrovićeva javna plastika. Izradio ju je po narudžbi od trgovca Poppovića, koji je bio vlasnik i naručitelj građevine, a bio je trgovac bojama i žitom. Meštrović je na reljefu predstavio sve te segmente njegove trgovine. Reljef na palači Poppović jedino je Meštrovićevo sačuvano djelo u bojanoj keramici.
Ostavivši u svojem bečkom atelieru Tomu Rosandića kojeg je još 1900. godine upoznao u Bilinićevoj splitskoj radionici, Meštrović 1908. godine seli se u Pariz gdje iznajmljuje studio na Montparnassu i uspijeva izraditi više od pedeset skulptura u dvije godine. Skulpture napravljene u tom razdoblju, donose mu međunarodni ugled. U Beograd se seli sa ženom na nekoliko mjeseci 1911. godine, a ubrzo potom u Rim, gdje je proveo naredne četiri godine studirajući na skulpturama antičke Grčke. Na Svjetskoj izložbi umjetnosti, održanoj 1911. godine u Rimu, pobjeđuje i dobiva prvu nagradu za kiparstvo, postaje popularan i stječe naklonost talijanske i strane kritike.

### Prvi svjetski rat
Sarajevski atentat, 28. lipnja 1914. godine, Meštrovića zatječe u Veneciji na XI. međunarodnoj izložbi gdje je bilo izloženo 36 Meštrovićevih radova, te se s ocem i suprugom Ružom brodom vratio u Split ali već je na brodu imao osjećaj da ga prate. Nakon povratka u Split prijatelj mu je potvrdio sumnju i upozorio ga o namjeri austro-ugarskih vlasti da ga uhite te je napustio Split i domovinu talijanskim brodom Ancona, desetak dana prije izbijanja rata. Tijekom Prvoga svjetskog rata, putovao je kako bi sudjelovao na izložbama u Parizu, Cannesu, Londonu i Švicarskoj. Godine 1915. priredio je samostalnu izložbu (One-man-show) u Albert i Victoria muzeju u Londonu gdje se do tada nije nikada dogodio sličan događaj jednome živućem umjetniku.

#### Jugoslavenski odbor
Meštrović je bio aktivan i djelovao je na osnivanju Jugoslavenskoga odbora. Tada je, kao i mnogi njegovi vršnjaci u to vrijeme, a poznavajući teško stanje u Dalmaciji, smatrao kako je jedino rješenje za oslobođenje od Austro-Ugarske osnivanje samostalne, demokratske države južnih Slavena.

### Nakon Prvoga svjetskog rata
Nakon Prvoga svjetskog rata vratio se kući i upoznao drugu ljubav svog života, Olgu Kesterčanek, s kojom se civilno vjenčao u Čakovcu 17. listopada 1928. godine. Imali su četvero djece – Martu (1924. – 1949.), koja je rođena u Beču i Tvrtka (1925. – 1961.), Mariju (1927. – 2023.) i Matu (1930.), koji su rođeni u Zagrebu, kamo su se preselili 1922. godine. Kasnije su zimske mjesece provodili u svojoj palači u Zagrebu, a ljetne u kući napravljenoj 1930-ih godina na Mejama u Splitu. Postao je profesor na Visokoj umjetničkoj školi u Zagrebu, te nastavio s pravljenjem velikoga broja djela. U to razdoblje pada i njegov rad s Jurjem Škarpom na Mauzoleju obitelji Račić u Cavtatu.
Putovanja po čitavome svijetu su se nastavila, izlagao je svoja djela u Bruklinskom muzeju (1924.), Chicagu (1925.), kao i u Egiptu i Palestini 1927. godine.
Na njegovim nastupima diljem SAD-a ga je kao dio glazbene pratnje pratio poznati hrvatski operni pjevač i glazbeni pedagog Nikola Zaninović.

### Drugi svjetski rat
Mile Budak pokušavao ga je nagovoriti da posjeti Antu Pavelića te se vrati na profesorsko mjesto na Likovnoj akademiji, što je Meštrović odbio. U Zagreb dolazi 6. listopada 1941. s Jozom Kljakovićem kako bi nabavio putovnicu te s obitelji napustio NDH. Zbog svojih je stavova bio uhićen te je četiri mjeseca proveo u državnom zatvoru na Savskoj cesti. U zatvoru je započeo prevoditi grčku dramu „Demetra”; s tim je prestao kad je poručnik njemu i Kljakoviću započeo krijumčariti papir i kredu.
Za njegovo oslobađanje intervenirao je i Alojzije Stepinac, koji je posredovao kod papinog izaslanika. Meštrović je iz zatvora pušten 13. siječnja 1942. godine, a nakon toga bio je i u kućnome pritvoru do 12. ožujka iste godine. Nakon što se Eugen Dido Kvaternik oglušio o Pavelićevu naredbu po kojoj je trebao Meštroviću izdati vizu za odlazak iz zemlje, Pavelić je osobno potpisao Meštrovićevu putovnicu, te on 20. lipnja 1942. odlazi u Italiju. Prvo odlazi u Veneciju zbog izlaganja na Venecijanskome Bijenalu, a zatim u Rim gdje je radio na uređenju Zavoda svetog Jeronima.
U Rim je stigao 25. lipnja (tu mu se je za Božić iste godine pridružila obitelj, supruga Olga i djeca Tvrtko, Mate i Marija dok je kćer Marta ostala sa svojim suprugom Vanjom Šrepelom u Hrvatskoj), a potom u Švicarsku u ljeto 1943. godine. U Švicarskoj živjeli su prvotno u Gstaadu te u Lausannei i potom u Ženevi. Cijela njegova obitelj nije se uspjela izvući pred naletima rata – njegova prva žena Ruža Klein umrla je 1942. godine u Zagrebu. Njegovoga 86-godišnjega strica Iliju Meštrovića četnici su u Otavicama živa bacili u zapaljenu kuću.

### Nakon Drugoga svjetskog rata
Titova Jugoslavija pozvala je Meštrovića na povratak, ali je on odbio živjeti u komunističkoj zemlji. Kasnije su mu brata Petra zatvorile komunističke vlasti. Godine 1946. Sveučilište u Syracusi ponudilo mu je profesorsko mjesto i on se preselio u Sjedinjene Američke Države. Na put je zajedno sa suprugom i sinom Matom iz Europe krenuo 27. prosinca 1946. godine, a u SAD je došao u 13. siječnja 1947. godine. Na zahtjev jugoslavenskih kulturnih poslanika, poslao je 59 kipova iz Sjedinjenih Država u Jugoslaviju (uključujući i spomenik Petra II. Petrovića Njegoša), a 1952. godine dodatnih 400 skulptura i različitih crteža. Godine 1954. dobio je američko državljanstvo koje je mogao dobiti već dvije godine ranije, ali ga je uznemiravala pomisao da se to ne protumači kao njegovo odbacivanje hrvatske nacionalnosti. U rujnu 1955. godine prihvaća ponudu i postaje profesor na Sveučilištu Notre Dame.
Godine 1959. Meštrović je, nakon 17 godina izbivanja, nakratko posjetio Hrvatsku (Zagreb i Split), zbog dogovora s novim vlastima o tretmanu njegovih nekretnina i umjetničke ostavštine. U Zagreb je stigao vlakom 3. srpnja 1959. godine, navečer. Sutradan je, 4. srpnja, na blagdan američke nezavisnosti, nazočio primanju kod američkoga generalnog konzula u Zagrebu, Douglasa Martina. Dana 11. srpnja 1959. godine posjetio je u Krašiću Kardinala Alojzija Stepinca, nepravedno zatvorenoga zbog tobožnjih veza s ustašama, a na Brijune je na poziv Josipa Broza Tita stigao 25. srpnja iste godine i tamo se zadržao osam dana, te s njim imao tri razgovora.
Smrt Meštrovićeve djece kao da je utjecala i na njegovu. Njegova kći Marta, koja se doselila u Kanadu, umrla je 1949. godine, u 24. godini, a njegov sin Tvrtko, koji je ostao u Zagrebu ubio se 23. rujna 1961. godine. Meštrović je napravio četiri glinene skulpture, kako bi obilježio smrt svoje djece, Marte i Tvrtka. Napravio je Autoportret, uplakanoga oca, Staroga oca tužnoga zbog smrti sina, Otac se oprašta od sina u zagrljaju i Majka se nježnim poljupcem oprašta od preminule kćeri. Neposredno pred smrt napravio je skulpturu Pietà.
Dana 16. siječnja 1962. godine, nekoliko mjeseci nakon smrti sina Tvrtka, Ivan Meštrović umro je u svojoj 79. godini života, u gradu South Bendu, u državi Indijani (SAD). Pokopan je 24. siječnja 1962. godine u crkvi Presvetog Otkupitelja u Otavicama, u mauzoleju obitelji Meštrović.

## Djelo
Po Meštroviću misterij ljubavi odgonetka je misterija smrti i uvjet vjerovanja u vječnost. Stoga su mu čovjekova djela na zemlji, pa i umjetnost, "otisci besmrtnog bića". Uz herojsko-nacionalni i intimistički ciklus, religiozni ciklus zauzima središnje mjesto u Meštrovićevu stvaralaštvu (sakralni objekti, skulpture u mramoru, bronci i drvu), u kombinaciji arhajskoga. "gotizirajućega", secesionističkoga i ekspresionističkog stila. "Gotizirajuća ekspresivna mistika" našla je svoj izraz u kapelici Sv. Križa u Kašteletu (Split), s velikim drvenim Raspelom (1917.) i nizom drvenih reljefa s prizorima iz Kristova života (1917. – 1953.). Mauzolej obitelji Račić u Cavtatu (Gospa od Anđela, 1920. – 1923.) monumentalno je arhitektonsko-skulptorsko zdanje, a glavne su mu skulpture Raspelo, Sv. Roko i anđeli s dušama pokojnika. Spomen-crkva kralja Zvonimira u Biskupiji kraj Knina nadahnuta je starohrvatskim crkvicama.

## Galerija djela
- Povijest Hrvata (1932., Zagreb)
- Majka s djetetom, Drniš
- Orači, Drniš
- Sveti Roko, Drniš
- Vrelo života, Drniš
- Perzefona (Sveučilište u Syracuzi, NY)
- Pobjednik, Beograd
- Spomenik Martinu Kukučínu, u Bratislavi.
- Kip Nikole Tesle u Teslinoj ulici u Zagrebu
- Petar Berislavić (1933., otkriven 1938., Trogir
- Vladimir Nazor ispred Preporodne dvorane
- Dinko Šimunović ispred Preporodne dvorane
- Grgur Ninski  Franjevački trg u Varaždinu
- Meštrovićev reljef Seljaci iz 1907. na kući Popović 2012. godine.
- Spomenik fra Andriji Kačiću Miošiću u Bristu.
- Kip Jurja Dalmatinca, u Šibeniku.
- Kopljanik, u Chicagu.
- Strijelac, u Chicagu.
- Pietà, Sveučilište Notre Dame
- Plesačica, 1927.

### Ostala djela
- Indijanci u Chicagu, Chicago (1928.)
- Spomenik Neznanom junaku, Beograd (1938.)
- Crkva Presvetog Otkupitelja u Otavicama
- Domagojevi strijelci
- Njegošev mauzolej na Lovćenu kraj Cetinja (Crna Gora),
- Spomenik zahvalnosti Francuskoj (Beograd)
- Svetozar Miletić (Novi Sad)
- Job (Sveučilište u Syracuzi, NY).
- Osim već navedenih, poznate osobe čije je kipove izradio Meštrović su: Miroljub Ante Evetović, Ambrozije Šarčević, Martin Kukučín (Bratislava, Spomenik Martinu Kukučínu), Ion C. Brătianu u Bukureštu[20] i ostali.
- Susret Stepinca s Kristom (1960.)

## Književno stvaralaštvo i publicistika

### Djela
- Ivan Meštrović, Nova europa, Zagreb, 1933.
- Gospa od anđela, Nova europa, Zagreb, 1937.
- Religiozna umjetnost, reprodukcija Meštrovićevih djela religiozne tematike, Hrvatski izdavalački bibliografski zavod, Zagreb, 1944.
- Dennoch will ich hoffen...Ein Weihnachtsgespräch (Ipak se nadam ili Božićni razgovori), knjiga refleksija,[21] Rascher Verlag, Zürich, 1945.
- The sculpture of Ivan Meštrović, Syracuse University Press, Syracuse, 1948.
- Meštrović Exhebition of Twenty-Five Panels: Hendricks Chapel Syracuse University, Syracuse, 1950.
- The Life of Christ: Ten Panels in Wood, Syracuse, 1953.
- Uspomene na političke ljude i događaje, memoarska proza, Knjižnica Hrvatske revije, Buenos Aires, 1961.

#### Posmrtno
- Uspomene na političke ljude i događaje, memoarska proza (2. izdanje, Matica hrvatska, Zagreb 1969., 3. izdanje, Matica hrvatska, Zagreb, 1993.; slovenski prijevod:  Spomini, Ljubljana, 1971., prev. Jože Stabej)
- Ludi Mile: pripovijetke, Matica hrvatska, Zagreb, 1970.
- Jedini put da se bude umjetnik jest raditi, (tekst Duško Kečkemet), Spektar, Zagreb, 1970. (eng. izd. The only way to be artist is to work, prijevod Sonia Wild Bićanić, Spektar – Delo, Zagreb – Ljubljana, 1970.; slov. izd. Delo je edina pot, da postaneš umetnik, Spektar – Delo, Zagreb – Ljubljana, 1970.; njem. izd. Der einzige Weg Künstler zu werden ist arbeiten, Spektar – Delo, Zagreb – Ljubljana, 1970.)
- Pisma Ivana Meštrovića Bogdanu Radici, 1946-1961., München, 1984., (poseban otisak iz "Hrvatske revije", XXXIII., sv. 2 i 3/1983.)[22]
- Talijanska pisma Ivanu Meštroviću 1911-1921 / priredila i prevela Karmen Milačić = Lettere italiane a Ivan Meštrović 1911-1921 / a cura e traduzione di Karmen Milačić., Globus, Zagreb, 1987. (usporedno izdanje na hrvatskom, talijanskom i francuskom jeziku)[22]
- Vatra i opekline, autobiografski roman (priredio Branimir Donat),[23] Dora Krupićeva, Zagreb, 1998.
- Razgovori s Michelangelom, dramski tekstovi,[24] Školska knjiga, Zagreb, 2007.
- Michelangelo: Eseji umjetnika o umjetniku, Školska knjiga, Zagreb, 2010.[25]
- Prijatelji: dopisivanje Ivana Meštrovića s Ivom Tartagliom u razdoblju od 1905. do 1947. godine, prir. Norka Machiedo-Mladinić, Biblioteka Varia, knj. 17, Književni krug, Split, 2015.

#### U rukopisu
- Aleksandar (Alexander),[26] drama
- Kambus,[21] povijesna drama
- Aleksandrida[21]
- Kejo[21]

## Nagrade i priznanja
- 1911.: "Prva nagrada za kiparstvo", na Svjetskoj izložbi umjetnosti u Rimu.[4]
- 1931.: Počasni građanin Varaždina.[27]
- 1953.: "Annual Award of Merit", (godišnja nagrada Američke akademije umjetnosti).[14]
- 1954.: "Christian Culture Award", (godišnja nagrada Assumption Collegea, Windsor, Ontario, Kanada).[14]
- 1955.: "Fine Arts Medal", (medalja Američkog instituta arhitekata).[14]
- 1955.: "Doctor of Fine Arts degree", (počasni doktorat Notre Dame Universityja).[14]
- 1955.: "Doctor of Laws", (počasni doktorat Marquette Universityja).[14]
- 1961.: Republika Austrija dodijelila mu je odličje za znanost i umjetnost.[28]
- 2013.: Posmrtno mu je dodijeljena Povelja počasnog građanina Drniša.[29]

## Ostavština
- Ivan Meštrović darovao je hrvatskome narodu obiteljsku kuću i atelijer u Zagrebu (kasnije preuređena u izložbeni prostor Atelje Meštrović), obiteljsku vilu s atelijerima u Splitu (kasnije prenamijenjena u izložbeni prostor Galerija Ivana Meštrovića), sakralno-umjetnički kompleks Kaštelet-Crikvine u Splitu i grobnicu obitelji Ivana Meštrovića – Crkvu Presvetog Otkupitelja kod Otavica.[30] Isto tako, Ivan Meštrović darovao je i određen broj svojih umjetničkih djela koja čine temelj fundusa spomenutih muzeja.[30]
- U njegovim Otavicama su i zgrade antimalarične ambulante i osnovne škole, koji su danas zaštićeni spomenici kulture, i u državnom su vlasništvu. Izgrađeni su po Meštrovićevim zamislima u razdoblju od 1928. do 1932. godine. I ambulanta i osnovna škola uništene su za vrijeme velikosrpske okupacije Otavica u Domovinskome ratu.

### Knjige
- Kečkemet, Duško. 2009b. Život Ivana Meštrovića (1883. – 1962. – 2002.), sv. 1. Školska knjiga. Zagreb.
- Kečkemet, Duško. 2009a. Život Ivana Meštrovića (1883. – 1962. – 2002.), sv. 2. Školska knjiga. Zagreb.

### Članci
- Gabrić, Ivana. 2024. Ivan Meštrović – utamničenik Ante Pavelića i antikomunist. Crkva u svijetu. Sveučilište u Splitu - Katolički bogoslovni fakultet. Split. 59 (2): 333–348

## Vanjske poveznice

### Sestrinski projekti
|  | Zajednički poslužitelj ima još gradiva o temi Ivan Meštrović |

### Mrežna mjesta
- www.skop.hr – Ivan Meštrović Put u Italiju Viaggio in Italia (hrv.)/(tal.)
- www.mestrovic.hr – Muzeji Ivana Meštrovića
- Zakon o Muzejima Ivana Meštrovića
- Glas Koncila: Zabranjeni poslijeratni tekst kipara Ivana Meštrovića (1 – 3)  Arhivirana inačica izvorne stranice od 23. rujna 2016. (Wayback Machine), Glas Koncila, br. 26, 27. lipnja 2010.; br. 27, 4. srpnja 2010.; br. 28, 11. srpnja 2010., stranica 21.
- Galerija slika – Ivan Meštrović
- Spomen galerija Ivana Meštrovića Vrpolje  Arhivirana inačica izvorne stranice od 14. kolovoza 2020. (Wayback Machine)
- 3D model Spomen galerije Ivana Meštrovića Vrpolje
- Intervju u Slobodnoj Dalmaciji s dr. Matom Meštrovićem, sinom kipara, o Fundaciji Meštrović, (ne)radu i nepoštivanju očevih želja i nakana, razgovarala Merien Jelača, 2. rujna 2005. (u međumrežnoj pismohrani archive.org 27. listopada 2007.)
- Meštrović, Ivan Hrvatska tehnička enciklopedija, portal hrvatske tehničke baštine. LZMK